# Чарни-Пець
Чарни-Пець (пол. Czarny Piec, нім. Schwarzofen) — село в Польщі, у гміні Єдвабно Щиценського повіту Вармінсько-Мазурського воєводства.
Населення — 34 особи (2011).

## Демографія
Демографічна структура станом на 31 березня 2011 року:
|          | Загалом | Допрацездатний вік | Працездатний вік | Постпрацездатний вік |
| -------- | ------- | ------------------ | ---------------- | -------------------- |
| Чоловіки | 17      | 4                  | 12               | 1                    |
| Жінки    | 17      | 3                  | 11               | 3                    |
| Разом    | 34      | 7                  | 23               | 4                    |